# Plebejus ludovicana
Plebejus ludovicana är en fjärilsart som beskrevs av Betti 1977. Plebejus ludovicana ingår i släktet Plebejus och familjen juvelvingar. Inga underarter finns listade i Catalogue of Life.